# Adélard Lafrance
Pour les articles homonymes, voir Lafrance.
Adélard Lafrance, (connu également sous le diminutif d'Adie Lafrance), né le 13 janvier 1912 à Chapleau en Ontario au Canada et mort le 19 juin 1995 à North Bay, est un joueur canadien de hockey sur glace.

## Biographie
Entre 1929 et 1930, Adie Lafrance évolue pour le club de Saint-Louis de Sudbury, au sein de la Nickel Belt League. Au cours de la saison suivante, il rejoint les Wolves de Sudbury lors des séries éliminatoires pour la Coupe Memorial. Durant la saison 1931-1932, il partage son temps entre le club de Saint-Louis et celui des Wolves, et joue les séries éliminatoires de la Coupe Memorial et de la Coupe Allan qui est décernée chaque année à la meilleure équipe amateur senior du hockey sur glace au Canada. Il devient d’ailleurs, cette saison-là, champion de la Coupe Memorial. Il joue une dernière saison pour les Wolves avant de rejoindre l’équipe professionnelle des Falcons de Falconbridge en 1933-1934. 
Le 9 mars 1934, il rejoint les Canadiens de Montréal et joue trois matchs durant la saison et deux en séries éliminatoires, sans marquer de but. Durant la saison suivante, il joue avec les Castors de Québec au sein de la Ligue canadienne-américaine de hockey. Il quitte le Québec après une saison et rejoint les Indians de Springfield pour quatre saisons. Il prend sa retraite après la saison 1938-1939, avant de retourner s'installer à Sudbury.

## Statistiques
| Saison        | Équipe                  | Ligue          |     | Saison régulière | Saison régulière | Saison régulière | Saison régulière | Saison régulière |   | Séries éliminatoires | Séries éliminatoires | Séries éliminatoires | Séries éliminatoires | Séries éliminatoires |
| Saison        | Équipe                  | Ligue          | PJ  | B                | A                | Pts              | Pun              | PJ               | B | A                    | Pts                  | Pun                  |                      |                      |
| 1929-1930     | Saint-Louis de Sudbury  | NOJHA          | 8   | 4                | 1                | 5                | 0                | -                | - | -                    | -                    | -                    |                      |                      |
| 1930-1931     | Saint-Louis de Sudbury  | NOJHA          | 8   | 4                | 1                | 5                | 4                | 3                | 4 | 0                    | 4                    | 0                    |                      |                      |
| 1930-1931     | Cub Wolves de Sudbury   | NOJHA          | -   | -                | -                | -                | -                | 1                | 0 | 0                    | 4                    | 0                    |                      |                      |
| 1930-1931     | Cub Wolves de Sudbury   | Coupe Memorial | -   | -                | -                | -                | -                | 5                | 2 | 1                    | 3                    | 2                    |                      |                      |
| 1930-1931     | Wolves de Sudbury       | Coupe Allan    | -   | -                | -                | -                | -                | 3                | 2 | 0                    | 2                    | 2                    |                      |                      |
| 1931-1932     | Wolves de Sudbury       | NOHA           | 3   | 2                | 0                | 2                | 0                | -                | - | -                    | -                    | -                    |                      |                      |
| 1931-1932     | Falcons de Falconbridge | NOHA           | 9   | 3                | 4                | 7                | 2                | 2                | 0 | 0                    | 0                    | 0                    |                      |                      |
| 1931-1932     | Cub Wolves de Sudbury   | Coupe Memorial | -   | -                | -                | -                | -                |                  |   |                      |                      |                      |                      |                      |
| 1932-1933     | Wolves de Sudbury       | NOHA           | 7   | 4                | 2                | 6                | 10               | 2                | 1 | 0                    | 1                    | 2                    |                      |                      |
| 1933-1934     | Canadiens de Montréal   | LNH            | 3   | 0                | 0                | 0                | 0                | 2                | 0 | 0                    | 0                    | 0                    |                      |                      |
| 1933-1934     | Falcons de Falconbridge | NOHA           | 8   | 5                | 1                | 6                | 12               | 2                | 1 | 0                    | 1                    | 2                    |                      |                      |
| 1934-1935     | Castors de Québec       | Can-Am         | 46  | 4                | 4                | 8                | 10               | 3                | 0 | 0                    | 0                    | 2                    |                      |                      |
| 1935-1936     | Indians de Springfield  | Can-Am         | 48  | 13               | 19               | 32               | 32               | 3                | 2 | 3                    | 5                    | 4                    |                      |                      |
| 1936-1937     | Indians de Springfield  | IAHL           | 33  | 9                | 10               | 19               | 13               | -                | - | -                    | -                    | -                    |                      |                      |
| 1937-1938     | Indians de Springfield  | IAHL           | 41  | 8                | 13               | 21               | 17               | -                | - | -                    | -                    | -                    |                      |                      |
| 1938-1939     | Indians de Springfield  | IAHL           | 54  | 11               | 26               | 37               | 23               | 2                | 0 | 0                    | 0                    | 0                    |                      |                      |
| Totaux IAHL   | Totaux IAHL             | Totaux IAHL    | 128 | 28               | 49               | 77               | 53               | 2                | 0 | 0                    | 0                    | 0                    |                      |                      |
| Totaux Can-Am | Totaux Can-Am           | Totaux Can-Am  | 94  | 17               | 23               | 40               | 42               | 6                | 2 | 3                    | 5                    | 6                    |                      |                      |